# Blood Diamond
Blood Diamond är en amerikansk krigsfilm från 2006, i regi av Edward Zwick. Den handlar om blodsdiamanter, diamanter som resurs för finansiering av krig. Filmen nominerades till flera Oscars.

## Handling
Året är 1999. Danny Archer, (Leonardo DiCaprio), är en rhodesisk (zimbabwisk) diamantsmugglare och före detta legosoldat, som säljer vapen till stridande parter i utbyte mot diamanter i det krigshärjade Sierra Leone. Han får nys om en sällsynt rosa diamant. 
Den enda som vet var diamanten finns gömd är fiskaren Solomon Vandy (Djimon Hounsou), vars son är bortrövad och tvingas leva som barnsoldat i den hänsynslösa RUF-gerillan. Tillsammans i kaoset får man följa dem och den amerikanska journalisten Maddy, (Jennifer Connelly).

## Rollista
| Skådespelare      | Figur                  |
| ----------------- | ---------------------- |
| Leonardo DiCaprio | Danny Archer           |
| Djimon Hounsou    | Solomon Vandy, fiskare |
| Jennifer Connelly | Maddy Bowen            |
| Michael Sheen     | Simmons                |
| Arnold Vosloo     | Överste Coetzee        |